# Daryn Okada
Daryn Okada (* 2. Januar 1960 in Los Angeles, Kalifornien) ist ein US-amerikanischer Kameramann.

## Leben
Daryn Okada interessierte sich bereits früh für Visuelle Effekte, Licht und Kamera, sodass er nach seinem Abschluss an der Highschool begann kostenlos für Studentenfilme am East Los Angeles City College zu arbeiten. Er arbeitete dabei in unterschiedlichen Bereichen und etablierte sich ab 1984 mit seinen beiden Debütfilmen Monaco Forever und Nomad Rider als Kameramann. Seitdem drehte er Filme wie Captain Ron, Girls Club – Vorsicht bissig!, Der Womanizer – Die Nacht der Ex-Freundinnen und American Pie: Das Klassentreffen.
Von 2005 bis 2009 war er Präsident der American Society of Cinematographers. 
Seit dem 28. Dezember 1986 ist er mit der Schauspielerin Cean Okada, mit der er einen gemeinsamen Sohn hat, verheiratet.

## Filmografie (Auswahl)
- 1984: Monaco Forever
- 1984: Nomad Rider
- 1988: Camp der verlorenen Teufel (Survival Quest)
- 1988: Das Böse II (Phantasm II)
- 1990: Blinder Hass (Blind Vengeance)
- 1991: Das Herz einer Amazone (Wild Hearts Can't Be Broken)
- 1992: Boris & Natasha – Dümmer als der CIA erlaubt (Boris and Natasha)
- 1992: Captain Ron
- 1994: Auges des Schreckens (Eyes of Terror)
- 1994: Blutsbande (Separated by Murder)
- 1994: Daddy Cool (My Father the Hero)
- 1996: Black Sheep
- 1996: Ich will meine Kinder zurück (A Mother's Instinct)
- 1996: Mein liebster Feind (Big Bully)
- 1997: Anna Karenina
- 1997: Höllenjagd nach San Francisco (Vanishing Point)
- 1998: Halloween H20 (Halloween H20: Twenty Years Later)
- 1998: Senseless
- 1999: Lake Placid
- 2001: Dr. Dolittle 2
- 2001: Good Advice – Guter Rat ist teuer (Good Advice)
- 2001: Joe Jedermann (Joe Somebody)
- 2001: Texas Rangers
- 2003: Born 2 Die (Cradle 2 the Grave)
- 2004: Girls Club – Vorsicht bissig! (Mean Girls)
- 2004: Paparazzi
- 2005: Solange du da bist (Just Like Heaven)
- 2006: Rebell in Turnschuhen (Stick It)
- 2007: Sex and Death 101
- 2008: Baby Mama
- 2008: Harold & Kumar 2 – Flucht aus Guantanamo (Harold & Kumar Escape from Guantanamo Bay)
- 2009: The Goods – Schnelle Autos, schnelle Deals (The Goods: Live Hard, Sell Hard)
- 2009: Der Womanizer – Die Nacht der Ex-Freundinnen (Ghosts of Girlfriends Past)
- 2010–2014: Castle (Fernsehserie, 22 Folgen)
- 2012: American Pie: Das Klassentreffen (American Reunion)
- 2012: Made in Jersey (Fernsehserie)
- 2013: Movie 43
- 2014: Let’s be Cops – Die Party Bullen (Let’s Be Cops)
- 2014: Mein Freund, der Delfin 2 (Dolphin Tale 2)